# Australische lachstern
De Australische lachstern (Gelochelidon macrotarsa) is een zeevogel uit de familie van de meeuwen (Laridae) en de geslachtengroep sterns (Sternini). De soort werd eerder opgevat als een ondersoort van de lachstern (G. nilotica macrotarsa).

## Kenmerken
De vogel is 33-42 cm lang en heeft een spanwijdte van 76 tot 91 cm. De vogel lijkt op de grote stern, maar heeft een korte, dikke snavel en wat bredere vleugels. De poten zijn relatief lang en fors ontwikkeld. In het zomerkleed is de vogel vanboven grijs en wit van onder, met een zwarte kopkap, snavel en poten. In de winter ontbreekt de zwarte kopkap en heeft de stern een donkere vlek rond het oog.

## Verspreiding
De vogel broedt in Australië en op Nieuw-Guinea.

## Leefgebied en foerageergedrag
De vogel lijkt op een stern uit het geslacht sterna maar gedraagt zich meer als een zwarte stern of witvleugelstern.  De vogel duikt niet naar vis, maar heeft een meer gevarieerd dieet. De vogel foerageert vooral op insecten boven water, maar jaagt ook boven draslanden of droog gebied met struikgewas een jaagt dan op kleine zoogdieren en amfibieën.